# Allatu Corona
L'Allatu Corona è una struttura geologica della superficie di Venere.